# Austral Líneas Aéreas
Austral Líneas Aéreas (mã IATA = AU, mã ICAO = AUT) là hãng hàng không của Argentina, trụ sở ở Buenos Aires. Austral Líneas Aéreas là hãng phụ của Aerolíneas Argentinas và là hãng có các tuyến đường quốc nội lớn thứ nhì ở Argentina. Căn cứ chính của hãng ở Sân bay Jorge Newbery, Buenos Aires.

## Lịch sử
Hãng được thành lập từ tháng 6/1971 do việc hợp nhất 2 hãng Austral Compania Argentina de Transportes Aereos và Aerotransportes Litoral Argentino (ALA). Năm 1987 công ty Cielos del Sur mua hãng này. Tiếp theo việc tư nhân hóa hãng Aerolíneas Argentinas trong năm 1990, Cielos del Sur và Iberia đều có cổ phần trong hãng, nhưng sau đó đều rút lui. Năm 2001 Grupo Marsans mua đa số cổ phần của hãng.

## Đội máy bay
(Tháng 4/2008): 
- 1 stored Boeing 737-200.
- 2 McDonnell Douglas MD-81 (1 stored).
- 11 McDonnell Douglas MD-83 (2 stored).
- 8 McDonnell Douglas MD-88.

## Tai nạn
Tháng 10/1997]] máy bay Douglas DC-9-32 ký tự LV-WEG (chuyến bay 2553) đã bị rớt gần Fray Bentos, Uruguay trên đường từ Posadas tới Buenos Aires.